# Oliver Flügel-Martinsen
Oliver Flügel-Martinsen (* 1977 in Greiz) ist ein deutscher Politikwissenschaftler.

## Leben
Nach dem Studium (1998–2001) der Politikwissenschaft, Philosophie und Soziologie in Darmstadt (2001 Magister Artium im Fach Politikwissenschaft an der TU Darmstadt/2005 Magister Artium im Fach Philosophie an der TU Darmstadt) und Frankfurt am Main war er von 2002 bis 2005 wissenschaftlicher Mitarbeiter am Arbeitsbereich für Politische Theorie des Instituts für Politikwissenschaft der Technischen Universität Darmstadt. Nach der Promotion 2006 zum Dr. phil. an der Philosophischen Fakultät der Universität Hannover und der Habilitation 2008 an der Philosophischen Fakultät in Hannover mit der venia legendi für das Fach Politikwissenschaft ist er seit 2014 Professor für Politische Theorie und Ideengeschichte in Bielefeld.
Seine Forschungsthemen sind politische Philosophie, Theorie und Ideengeschichte, Sozialphilosophie/Philosophie der Sozialwissenschaften, Kultur- und Literaturgeschichte sowie -theorie, Denken und Analytik des Politischen, Philosophie und Theorie der Moderne, Demokratietheorie, deutscher Idealismus (insbesondere Kant und Hegel) und Philosophie des 19. Jahrhunderts (insbesondere Marx und Nietzsche), französische Philosophie der Gegenwart (insbesondere Derrida, Foucault, Rancière), kritische Theorie und postmodernes Denken.

## Schriften (Auswahl)
- Grundfragen politischer Philosophie. Eine Untersuchung der Diskurse über das Politische. Baden-Baden 2008, ISBN 978-3-8329-3261-9.
- Entzweiung. Die Normativität der Moderne. Baden-Baden 2008, ISBN 3-8329-3379-4.
- Jenseits von Glauben und Wissen. Philosophischer Versuch über das Leben in der Moderne. Bielefeld 2011, ISBN 978-3-8376-1601-9.
- Radikale Demokratietheorien zur Einführung. Hamburg 2020, ISBN 3-96060-314-2.